# 聖拉蒙縣
聖拉蒙縣（西班牙語：Cantón de San Ramón），是哥斯達黎加的縣份，位於該國西北部，由阿拉胡埃拉省負責管轄，首府設於聖拉蒙，始建於1856年8月21日，面積1,018.64平方公里，2011年人口80,566人，人口密度每平方公里79.09人。
10°13′13″N 84°35′20″W / 10.22028°N 84.58889°W